# Halfeshof (Solingen)
Halfeshof, ursprünglich Windfelner Hof genannt, ist eine aus einem Gehöft hervorgegangene Ortslage im Osten der bergischen Großstadt Solingen. Dort befindet sich auf einem Campusgelände die größte stationäre Jugendhilfeeinrichtung der LVR-Jugendhilfe Rheinland, außerdem eine Förderschule und ein Berufskolleg des LVR.

## Lage und Beschreibung
Halfeshof befindet sich im südöstlichen Bereich des Stadtbezirks Solingen-Mitte nahe der Grenze zum Stadtbezirk Burg/Höhscheid. Der Ort befindet sich in einer Höhenlage oberhalb des Windfelner Baches, der bei Grunenburg in die östlich liegende Wupper mündet. Südlich an Halfeshof vorbei führt die als Bundesstraße 229 klassifizierte Remscheider Straße, die in die Krahenhöhe über Müngsten mit Remscheid verbindet. Den Halfeshof umfährt die Bahnstrecke Solingen–Remscheid, die dort in einer langen Kurve vom Haltepunkt Schaberg kommend über die Windfelner Brücke in Richtung Bahnhof Solingen-Mitte weiter nach Westen führt. Östlich der Bahnstrecke befindet sich die von Amprion betriebene Schaltanlage Halfeshof. 
Der Ort wird heute durch den Campus der LVR-Jugendhilfeeinrichtung Halfeshof dominiert, dessen Gebäude sich von der Meigener Straße im Westen teils bis an den Rand der Bahnstrecke erstrecken. Der ursprüngliche Bauernhof am Halfeshof befand sich jedoch weiter östlich an der Stelle der heutigen Gebäude Halfeshof 38/39. 
Benachbarte Orte sind bzw. waren (von Nord nach West): Papiermühle, Königskotten, Eulswaag, Felsenkeller, Schaberg, Windfeln, Eick, IV. Feld, Meigen, Kannenbrühl und Theegarten.

## Etymologie
Die Ortsbezeichnung ist auf das Lehnswesen zurückzuführen. Seit dem Mittelalter wurden manche Bauernhöfe gegen Abgabe des halben Ertrags an den Grundherrn durch einen Pächter bewirtschaftet, diesen Pächter nannte man daher auch Halfen. Der Halfeshof, der seit Mitte des 16. Jahrhunderts in dieser Weise verpachtet war, war folglich der Hof eines solchen Halfen.

## Geschichte
Der Windfelner Hof wurde nachweislich seit dem Jahr 1553 an einen Halfmann verpachtet. Er fungierte seit der frühen Neuzeit gleichzeitig als Hebestelle für alle Einkünfte aus der Stadt und dem Kirchspiel Solingen. Im Jahr 1730 umfasste das zu dem Hof gehörende Gebiet 218 Morgen, davon 56,5 Morgen nutzbares Land wie Ackerflächen.:1
In dem Kartenwerk Topographia Ducatus Montani von Erich Philipp Ploennies, Blatt Amt Solingen, aus dem Jahre 1715 ist der Ort als Rittersitz verzeichnet und als Windhöfler Hof benannt. Die Topographische Aufnahme der Rheinlande von 1824 verzeichnet den Ort als Windfelner Hof benannt. Die Preußische Uraufnahme von 1844 verzeichnet ihn als Windfelnerhof benannt. In der Topographischen Karte des Regierungsbezirks Düsseldorf von 1871 ist der Ort nur unbenannt verzeichnet. Er erscheint in der Karte Stadt- und Landkreis Solingen des Landmessers August Hofacker von 1898 als Halfeshof benannt. Unter diesem Namen erhielt der Ort um die Wende zum 20. Jahrhundert auch Einzug in den Solinger Stadtplan, der Straßenname wurde offiziell am 11. April 1910 eingeführt.
Nach Gründung der Mairien und späteren Bürgermeistereien Anfang des 19. Jahrhunderts gehörte der Ort zur Bürgermeisterei Dorp, die 1856 das Stadtrecht erhielt, und lag dort in der Flur II. Meigen. Die Bürgermeisterei beziehungsweise Stadt Dorp wurde nach Beschluss der Dorper Stadtverordneten zum 1. Januar 1889 mit der Stadt Solingen vereinigt. Damit wurde Halfeshof ein Ortsteil Solingens.
Bereits 1823/1824 wurde der Weg zwischen Solingen und Müngsten zur Chaussee ausgebaut. Sie führte südlich an Halfeshof vorbei. Die ab Ende des 19. Jahrhunderts offiziell als Müngstener Landstraße bezeichnete Straße wurde 1935 in Müngstener Straße und 1975 in Remscheider Straße umbenannt, nachdem die Stadt Burg an der Wupper nach Solingen eingemeindet wurde und der Straßenname dort bereits belegt war. Heute ist die Straße als Bundesstraße 229 klassifiziert. Zwischen 1891 und 1897 wurde die Bahnstrecke Wuppertal-Oberbarmen–Solingen trassiert, sie verlief in einer Kurve nordöstlich an Halfeshof vorbei. Südöstlich des Ortes entstand dabei zwischen 1892 und 1894 die Windfelner Brücke zur Überquerung des tiefen Windfelner Bachtals.:1

## Jugendhilfeeinrichtung
Der Provinzialverband der Rheinprovinz, der Vorläufer des heutigen Landschaftsverbands Rheinland (LVR), errichtete ab dem Jahr 1908 auf ehemaligen Ackerflächen im Westen des Halfeshofes die sogenannte Rheinische Provinzial-Fürsorge-Erziehungsanstalt Halfeshof. Dabei handelte es sich um die zweite Erziehungsanstalt in Trägerschaft des Provinzialverbands. Viele der heute noch vorhandenen Gebäude entstanden bis zur Fertigstellung der Erziehungsanstalt 1910/1911. Die Einrichtung wurde zunächst vor allem für „schulentlassene Zöglinge evangelischer Konfession“ genutzt. Nur in Ausnahmefällen wurden Kinder anderer Konfession aufgenommen. Nach dem Ersten Weltkrieg im Jahr 1921 nutzten zunächst britische, dann französische Soldaten das Anwesen. Die Besatzungszeit dauerte bis zum Jahr 1926 an, am 29. Juni 1926 wurde die Erziehungsanstalt schließlich wiedereröffnet.
Nach dem Zweiten Weltkrieg dienten die Gebäude zunächst als Lazarett, anschließend kamen dort Fremdarbeiter unter. Die Erziehungsanstalt nahm ihren Betrieb als Rheinisches Landesjugendheim Halfeshof jedoch bald nach Kriegsende wieder auf. Als Rechtsnachfolger des Provinzialverbands wurde die Einrichtung durch den LVR übernommen.
Heute zählen rund 40 Gebäude auf dem 30 Hektar großen Campus zur Jugendhilfeeinrichtung Halfeshof, die damit die größte des LVR ist. In 20 Wohngruppen leben bis zu 180 Kinder und Jugendliche, darüber hinaus werden bis zu 30 Tagesgruppenplätze angeboten. Außerdem werden ein Berufskolleg und eine Förderschule für emotionale und soziale Entwicklung unterhalten. Am Halfeshof hat auch der Eigenbetrieb LVR-Jugendhilfe Rheinland seinen Sitz.
Seit Sommer 2020 werden die Gebäude der Jugendhilfeeinrichtung umfassend saniert, der LVR investiert insgesamt 44 Millionen Euro in den Standort.